# Peter Sloterdijk
Peter Sloterdijk (nemško: [ˈsloːtɐˌdaɪk]), nemški filozof, kulturni teoretik, televizijski voditelj in kolumnist, * 16. junija 1947, Karlsruhe, Nemčija.  
Je profesor filozofije in teorije medijev na Univerzi za umetnost in oblikovanje v Karlsruheu. Bil je tudi sovoditelj nemške TV - oddaje Filozofski kvartet (Im Glashaus: Das Philosophische Quartett) od leta 2002 do leta 2012.

## Življenje
Sloterdijkovo rojstvo je bilo zaradi hemolitične bolezeni ploda zapleteno, rojstvu pa je zato sledila huda zlatenica. Njegova mati, ki je bila Nemka, je njegovega očeta, Nizozemca, spoznala v času povojne krize. Zakonska zveza ni trajala dolgo, in tako je Sloterdijk odraščal "brez starševskega formativnega elementa", kar je sam komentiral v svojih intervjujih. Od leta 1968 do leta 1974 je v Münchnu in na Univerzi v Hamburgu študiral filozofijo, zgodovino in nemščino. Leta 1971 je Sloterdijk napisal magistrsko nalogo z naslovom Strukturalismus als poetische Hermeneutik. Temu sta leta 1972 in 1973 sledila esej Strukturna teorija zgodovine Michela Foucaulta in tudi študija z naslovom Die Ökonomie der Sprachspiele, Zur Kritik der linguistischen Gegenstandskonstitution.
Leta 1976 je Sloterdijk doktoriral na temo Literatur und Organisation von Lebenserfahrung, Gattungstheorie und Gattungsgeschichte der Autobiographie der Weimarer Republik 1918–1933 na Oddelku za jezikoslovje Univerze v Hamburgu pod mentorstvom profesorja Klausa Briegleba. Med letoma 1978 in 1980 se Sloterdijk ustavil v ašramu indijskega guruja Bhagwan Shree Rajneesha (pozneje poznanega kot Osho) v indijskem mestu Pune. Izkušnjo »ponovnega uglaševanja«, ki jo je tam doživel, opisuje kot »nepovratno«, brez katere bi bilo njegovo pisateljevanje nepredstavljivo.
Od leta 1980 je Sloterdijk svobodni pisatelj. Leta 1988 je sprejel mesto gostujočega predavatelja na Oddelku za poetiko na Univerzi Johann Wolfgang Goethe v Frankfurtu na Majni. Od leta 1992 do leta 1993 je poučeval filozofijo in estetiko na Državni višji šoli za oblikovanje v Karlsruheju. 
Nato je leta 1993 postal vodja Inštituta za kulturno filozofijo na Akademiji za oblikovno umetnost na Dunaju in tam deloval do leta 2001, ko je prevzel pozicijo pogodbenega profesorja za kulturno filozofije in teorijo medijev (Dunaj), dokler leta 2001 ni kot pogodbeni partner postal profesor na Katedri za kulturno filozofijo in teorijo medijev (prav tako Dunaj). Poleg tega je bil tudi gostujoči predavatelj na Bard Collegeu v New Yorku, na Mednarodni filozofski fakulteti v Parizu in na Švicarski državni tehniški visoki šoli v Zürichu. Leta 2000 je postal pokrovitelj Fundacije Albert Schweitzer za njegove sodobnike, ki so se po desetih letih ločili od njega. Sloterdijk je profesor filozofije in estetike na Višji državni šoli za oblikovanje v Karlsruheju. Od leta 2001 do 2015 je bil na mestu rektorja univerze, ki ga je prevzel od Heinricha Klotza. V letih 2001 in 2002 pa je sodeloval na Inštututu za Friedericha Nietzscheja s prispevkom Über historische und prophetische Anthropologie.
Zaradi dobre obiskanosti njegovih predavanj je postal bolj prepoznaven tako doma kot v tujini. Od leta 2002 do leta 2012 je skupaj z Rüdigerjem Safranskim gostil okroglo mizo Das Philosophische Quartett na programu ZDF. Peter Sloterdijk je stalni član organizacije »Frankfurt Zukunftsrat«, ki je bila ustanovljena leta 2008.
Leta 2012 se je preizkusil še na glasbenem področju in napisal libreto opere Babilon skladatelja Jörga Widmanna. Leta 2016 naj bi izdal erotični roman.

## Delo
Sloterdijku je preboj kot filozofskemu avtorju uspel z delom Kritika ciničnega uma (Kritik der zynischen Vernunft, 1983). Z delom Pravila za človeški vrt (Regeln für den Menschenpark, 1999) je sprožil silovito razpravo. Očitalo se mu je, da zagovarja fašistično ideologijo. V 90. letih je izšel njegov magnum opus, trilogija Sfere (Sphӓren). Prvi del je izšel leta 1998, drugi 1999, tretji pa 2004. Sloterdijkovo kulturnokritično razmišljanje ima izvor v neomarksistični Frankfurtski šoli, od idej katere se je pozneje oddaljil. Vključevati je začel prvine Heideggerjevega dela, da bi aktualiziral ideje Nietzscheja in Hegla.

### Kritika ciničnega uma
Leta 1983, na vrhuncu hladne vojne, je bil svet razdeljen na dva dela, ravno tako Nemčija, rožljanje z atomskim orožjem pa je bilo stalnica. Sloterdijkovo delo Kritika ciničnega uma, s katerim je vzbudil precej pozornosti, nasprotuje cinizmu kot »razsvetljeni napačni zavesti«. 200 let po Kantovem delu Kritika čistega uma (Kritik der reinen Vernuft) se Sloterdijk sprašuje, ali je sploh še mogoče verjeti v razum in v ideale človeštva. Cinizem je nekaj, kar je usodno vezano na zahodnjaški um. Začenja se že takrat, ko se zares začne tudi antična filozofija, s Platonovo metafiziko. Toda šele z modernim svetom in evolucijo postane problem, ki vznemirja. Res pa je tudi, da se svet od izdaje dela ni kaj dosti izboljšal. Humanistični izobraženci ostajajo skeptični glede idealov razsvetljenstva. Sedaj vidimo, da ti pravzaprav nikoli niso bili, za kar so se pretvarjali. Razsvetljenski avtorji so slavili človekovo svobodo, obenem pa zagotavljali kritje kolonialnega zatiranja in podrejanja. Znanstveniki si prizadevajo spoznavati naravo, industrialci pa jo uničujejo. Politiki govorijo o demokraciji, hkrati pa ustvarjajo mezdne sužnje. Razsvetljenstvo je bilo, po Sloterdijkovem mnenju, v najboljšem primeru gledališče lažnih obljub. Sloterdijk je leta 1983 ocenil, da smo se v post-razsvetljenskih časih znašli v dobi cinizma ali razsvetljene lažne zavesti. Vsi vemo, da svet ni tak, kot naj bi bil in da ne živimo tako, kot bi morali živeti. Kljub temu pa se zaradi tega kaj preveč ne obremenjujemo. Opravljamo svoje delo in mislimo, da se kaj dosti ne da storiti. Sloterdijkova Kritika ciničnega uma slika portret naše dobe in poskuša najti pot, ki vodi proti nečem bolj obetavnem. Ampak v resnici smo v stiski. Ne moremo se vračati k idealom razsvetljenstva, ker smo jih spregledali. Ne moremo se pretvarjati, da je svet boljši, kot je v resnici. Kaj nam torej ostane drugega kot cinizem? Avtor ugotovi, da kljub vsemu za nas še vedno obstaja upanje. Vendar bo mogoče premagati cinizem le preko ustvarjalnega dejanja ljubezni.

### Sfere
Sfere so za Sloterdijka več kot geometrična telesa – so družbeni prostori. Najdemo jih povsod, kjer živijo ljudje. Sfere lahko vidimo kot fenotipske izraze človeške potrebe po skupnosti. Pomembno pa je, da pri tem ne gre le za nekakšne metafore, ampak za povsem nov način razumevanja človeka; kaj človek je in kaj daje njegovemu življenju smisel. Sfere sestojijo iz treh delov. Prvi del se imenuje Blasen (Mehurčki), kar se nanaša na stik med otrokom in materjo. Drugi del se imenuje Globen (Planeti) in raziskuje zgodovinsko-politični svet. Tretji del, Schӓume (Pena), naslavlja sodobno katastrofo sveta. Sloterdijk pravi, da se v penastih svetovih posamezni mehurčki ne integrirajo, ampak tvorijo nepravilne oblike. Kar mediji predstavljajo kot globalizacijo, je morfološko gledano vojna pen. Ne dogaja se homogenizacija, poenotenje, ampak frakture, drobljenje. Sfere so v resnici bolj pranje možganov kakor nek strpen argument. Vendar prav to morajo biti, če je cilj premagati cinizem. Noben argument ni dovolj – potrebne so radikalne spremembe v mišljenju. Sfere so nad izrazi in institucijami ljubezni. Njegova osnovna teza je, da so ljubezenske zgodbe le zgodbe oblike, ter da se sfere (in njihova vsebina) formirajo le z dejanji solidarnosti. Solidarnost pomeni »moč bivanja skupaj«. Sloterdijkova filozofija govori, da ne začnemo kot samozadostni osebki, ampak bitja, katerih zavest je že povezana z drugimi. Če naj bodo naša življenja smiselna, morajo biti integrirana v sfere – skupnostne, družbene, politične, ideološke in morda tudi verske ali mistične. Kadar na to pozabimo, tvegamo nazadovanje, tudi kadar obravnavamo družbene oblike le kot inštrumente za svoj lastne cilje oz. napredek.

### Prispevki k razpravi o veri in družbi
V eseju Gottes Eifer iz leta 2007 Sloterdijk primerja tri velike monoteistične vere: judovstvo, krščanstvo in islam. Pri tem avtor navaja njihov abrahamski izvor in opisuje, kaj te vere med seboj ločuje in v katerih prvinah vere je opaziti največje razlike. Sprašuje se, katere politično-socialne in psihodinamične predpostavke pogojujejo obstoj monoteizma. Judovstvo se že od začetka opredeljuje proti politeizmu Egipčanov, Hetitov in Babiloncev, obravnava se ga kot protestno teologijo »zmage v porazu«. Medtem ko je judovstvo ostalo omejeno na lastno ljudstvo, je krščanstvo spreminjalo obstoječe religije s svojim apostolskim sporočilom in jih povleklo v svoje univerzalno oznanjenje. Islam pa je še stopnjeval napadalni univerzalizem v vojaško-politični ekspanzivni način. Sloterdijk domneva, da je velika podobnost med tremi verstvi prav v stremljenju k uveljavljanju zahteve do božje resnice. To nujno vodi h konfliktni osnovi, ki v veliki meri določa naše bivanje. Odzivi na vzajemne napade med verstvi so različni; za judovstvo je značilen suvereni separatizem bolj obrambne vrste, za krščanstvo ekspanzija na osnovi misijonarstva, za islam pa sveta vojna. Ti konflikti so se preko človeške samodestruktivnosti še okrepili in so zato težko rešljivi. Sloterdijk zastopa načelo, da je vera temeljna antropološka konstanta. Sproža tudi vprašanje, ali je možno religije speljati na civilizirano pot, na kateri bi postal njihov duhovni potencial koristen, in kako bi jih na to pot speljali. Tri vere (krščanstvo, judovstvo in islam) naj bi bile poklicane k razvoju od vnetega kolektivizma do strank civilne družbe, kot trdi Sloterdijk v svoji interpretaciji Lessingove drame Nathan Modri.
Sloterdijkove prispevke k vprašanjem vere teologi pogosto kritizirajo in obravnavajo kot provokacijo, nekateri pa se z njegovi ugotovitvami tudi strinjajo.

### Prispevki k debati o gospodarskih in političnih temah
Sloterdijk je pod naslovom Die Revolution der gebenden Hand leta 2009 v Frankfurter Allgemeine Zeitung objavil besedilo, ki je sprožilo polemike o nemški socialni državi. Kar se danes označuje kot kapitalizem oz. socialno tržno gospodarstvo, Sloterdijk imenuje »semisocializem na podlagi lastniškega gospodarstva«, pri čemer se zavzema za odpravo davkov in njihovo preobrazbo v prispevke, namenjene skupnosti. Ta teza je vplivala predvsem na Frankfurtsko filozofsko šolo, kar je razvidno v delih Lutza Wingerta in Axela Honnetha. Wingert govori o »koaliciji uspešnih« nasproti »šibkim«, medtem ko Honneth Sloterdijkove teze obravnava kot usodno globokoumnost. Razprava se je v medijih nadaljevala; Sloterdijk je v nadaljevanju dela leta 2010 dopolnil svoj pogled na demokratično utemeljitev davkov. 
V intervjuju za debatno revijo Schweizer Mona] je predlagal »davčno demokracijo« namesto »davčne kleptokracije«. V takem sistemu bi lahko prebivalci soodločali, za kaj se uporabljajo njihovi davki. Časopis Neue Zürcher Zeitung (NZZ) sicer priznava mislečevo izvirnost v mišljenju, a okliče idejo »zamenjave davkov skozi etiko premožnih kot prostovoljni prispevek državi« za zgrešeno domislico. Sloterdijk je v več intervjujih obravnaval nastanek finančne krize leta 2007, razlog za katero vidi v sodobnem gospodarstvu, ki temelji na zadolževanju. Govoril je tudi o dezorientiranosti zgodovinskih razsežnosti, ko se preko starih dolgov zagotavlja nove (prejemanje novih posojil, ko prejšnja še niso odplačana). Po njegovem mnenju danes državam in bankam manjka »hipotekarske pameti« (Pfandklugkeit). Pri tem se Sloterdijk sklicuje na teze lastniškega gospodarstva, ki jih je podal Gunnar Heinsohn. Sloterdijk meni, da je Evropska unija pred razpadom, v svojem delu Reflexionen eines nicht mehr Unpolitischen pa napoveduje »neizogibno ponovno oblikovanje Evrope«.

### Prispevki k debati o genetiki
Kmalu po tem, ko je Sloterdijk vodil simpozij o filozofiji in Heideggerju, je zanetil nasprotovanja s svojim esejem Regeln für den Menschenpark (v prevodu Pravila za človeški vrt). V tem besedilu Sloterdijk obravnava kulture in civilizacije kot »antropogene rastlinjake«, obrate za kultivacijo človeških bitij; prav tako kot smo ljudje ustanovili naravne rezervate, da bi zaščitili nekatere živalske vrste, tako bi se morali tudi poslužiti preudarnejših ukrepov, da bi zagotovili preživetje Aristotelovega zoon politikona.
»Poskus ukrotitve človeka ni uspel«, kritizira Sloterdijk. »Potencial civilizacije za barbarstvo se povečuje; brutalizacija človeka je vsak dan večja.«
Zaradi nacističnih načel evgenike v nedavni zgodovini Nemčije so take razprave v Nemčiji pogosto obravnavane kot zlovešče. Sloterdijkov esej podira nemški tabu glede razprav o genetski manipulaciji in predstavlja idejo, da uveljavljanje novih genetskih tehnologij zahteva več neposredne razprave in regulacije »biokulturne« reprodukcije. Habermas je Sloterdijka zaradi te teorije označil za fašista. Sloterdijk je odgovoril, da se izjava sama zateka k fašističnim taktikam, da bi ga spravila na slab glas. 
Nasprotovanja niso sprožile le Sloterdijkove ideje, temveč tudi njegova uporaba nemških besed, kot so "Züchtung" (reja), "Kultivierung" (kultivacija) in "Selektion" (selekcija), ki so obremenjene z nacistično vsebino. Sloterdijk je zavrnil obtožbe o nacizmu, ki ga vidi oddaljenega od njegovega zgodovinskega okvira. Kljub temu je bil Sloterdijk močno kritiziran zaradi svoje domnevne uporabe fašistične retorike, da bi promoviral Platonovo vizijo vlade s popolnim nadzorom nad prebivalstvom, in zaradi pretiranega poenostavljanja samih bioetičnih vidikov problema. Slednja kritika temelji na nejasnosti Sloterdijkovega pogleda na to, kakšen vpliv na družbo bi imel razvoj genetike. V sporni debati se je veliko ljudi strinjalo z njegovim mnenjem, prav tako pa mu jih je veliko nasprotovalo. Časnik Die Zeit je objavil odprto Sloterdijkovo pismo Habermasu, v katerem je Habermasa silovito obtožil »kritiziranja za njegovim hrbtom« in zagovarjanja humanističnega pogleda, ki ga je Sloterdijk proglasil za mrtvega.

### Filozofski kvartet
Filozofski kvartet (Das Philosophische Quartett) je bila kulturna pogovorna oddaja, predvajana na nemškem TV-programu ZDF vsaka dva meseca. Naslov in koncept oddaje sta ustvarjena na podlagi oddaje Literarni kvartet (Das Literarische Quartett), ki je bila prav tako predvajana na programu ZDF. Gostitelja vsake oddaje sta bila filozofa Peter Sloterdijk in Rudiger Safranski, ki sta razpravljala o temeljnih vprašanjih naše družbe s še dvema govorcema. Gostujoči govorci so se v vsaki oddaji menjavali, nekateri pa so bili povabljeni tudi večkrat.
26. marca 2012 je v javnost prišla novica, da se bo oddaja od maja 2012, po desetih letih, končala. 13. maja 2012 je bila oddaja po direktivi programskega direktorja ZDF Thomasa Belluta prekinjena. Oddaja Nachtstudio s podobnim formatom je bila prav tako ukinjena leta 2012. Jeseni istega leta se je kot nadaljevanje oddaje Das Philosophische Quartett začela oddaja Precht.
Vsaka oddaja je bila dolga eno uro in se je odvijala pred občinstvom, kasneje pa je bila nato predvajana v večernem terminu. Na koncu vsake oddaje sta gostitelja priporočila knjige o obravnavani temi. Na spletni strani ZDF je bilo urejeno posebno področje za oddajo, da bi omogočili nadaljnje razprave. V enem od izbranih odstavkov v arhivu je Sloterdijk predstavil »majhno monetarno idilo«.
V desetih letih je bilo skupaj predvajanih 63 oddaj.

## Nagrade
- 1993: Ernst-Robert-Curtius-Preis za esejistiko
- 1999: Friedrich-Märker-Preis za esejistiko
- 2001: Christian-Kellerer-Preis za prihodnost filozofske misli
- 2005: Wirtschaftsbuchpreis der Financial Times Deutschland
- 2005: Sigmund-Freud-Preis za znanstveno prozo
- 2005: Österreichisches Ehrenzeichen za znanost in umetnost
- 2006: Commandeur des Ordre des Arts et des Lettres
- 2008: Lessing-Preis za kritiko
- 2008: Cicero Rednerpreis
- 2008: Internationaler Mendelssohn-Preis zu Leipzig (Kategorija Gesellschaftliches Engagement)
- 2008: Prix européen de l’essai Charles Veillon za njegovo delo Zorn und Zeit (v slovenskem prevodu Srd in Čas) iz leta 2006.
- 2009: BDA-Preis für Architekturkritik
- 2011: Ehrendoktorwürde Universität Nijmegen, Nizozemska
- 2013: Ludwig-Börne-Preis

## Dela
- Literatur und Organisation von Lebenserfahrung. Autobiographien der Zwanziger Jahre. Hanser, München 1978.
- Kritik der zynischen Vernunft. Suhrkamp, Frankfurt am Main 1983.
- Der Zauberbaum. Die Entstehung der Psychoanalyse im Jahr 1785. Ein epischer Versuch zur Philosophie der Psychologie. Suhrkamp, Frankfurt am Main 1985.
- Der Denker auf der Bühne. Nietzsches Materialismus. Suhrkamp, Frankfurt am Main 1986.
- Kopernikanische Mobilmachung und ptolemäische Abrüstung. Ästhetischer Versuch. Suhrkamp, Frankfurt am Main 1987.
- Peter Sloterdijks Kritik der zynischen Vernunft. Suhrkamp, Frankfurt am Main 1987.
- Zur Welt kommen – zur Sprache kommen. Frankfurter Poetik-Vorlesungen. Suhrkamp Frankfurt am Main 1988.
- Eurotaoismus. Zur Kritik der politischen Kinetik. Suhrkamp, Frankfurt am Main 1989.
- Versprechen auf Deutsch. Rede über das eigene Land. Suhrkamp, Frankfurt am Main 1990.
- Weltsucht. Anmerkungen zum Drogenproblem. Vortrag im Rahmen der 40. Lindauer Psychotherapiewochen 1990, erschienen in den Lindauer Texten 1991, Springer Verlag.
- Im selben Boot. Versuch über die Hyperpolitik. Suhrkamp, Frankfurt am Main 1993.
- Selbstversuch Hanser, München 1993.
- Weltfremdheit. Suhrkamp, Frankfurt am Main 1993.
- Medienzeit. Drei gegenwartsdiagnostische Versuche. Schriftenreihe der Staatlichen Hochschule für Gestaltung Karlsruhe, Stuttgart 1993.
- Falls Europa erwacht. Gedanken zum Programm einer Weltmacht am Ende des Zeitalters ihrer politischen Absence. Suhrkamp, Frankfurt am Main 1994.
- Chancen im Ungeheuren. Notiz zum Gestaltwandel des Religiösen in der modernen Welt im Anschluss an einige Motive bei William James. (Vorwort zu: James, William: Die Vielfalt religiöser Erfahrung) Insel, Frankfurt am Main und Leipzig 1997.
- Der starke Grund zusammen zu sein. Erinnerung an die Erfindung des Volkes. Suhrkamp, Frankfurt am Main 1998.
- Sphären I – Blasen, Mikrosphärologie. Suhrkamp, Frankfurt am Main 1998.
- Regeln für den Menschenpark. Ein Antwortschreiben zu Heideggers Brief über den Humanismus. Suhrkamp, Frankfurt am Main 1999.
- Sphären II – Globen, Makrosphärologie. Suhrkamp, Frankfurt am Main 1999.
- Die Verachtung der Massen. Versuch über Kulturkämpfe in der modernen Gesellschaft. Suhrkamp, Frankfurt am Main 2000.
- Über die Verbesserung der guten Nachricht. Nietzsches fünftes 'Evangelium'. Suhrkamp, Frankfurt am Main 2000.
- Die Sonne und der Tod. Dialogische Untersuchungen (z Hansom-Jürgenom Heinrichsom), Suhrkamp, Frankfurt am Main 2001.
- Das Menschentreibhaus. Stichworte zur historischen und prophetischen Anthropologie. Vier große Vorlesungen. VDG, Weimar 2001.
- Tau von den Bermudas. Versuch über das Verlangen nach Neuzeit. Suhrkamp Frankfurt am Main 2001.
- Nicht gerettet. Versuche nach Heidegger. Suhrkamp, Frankfurt am Main 2001.
- Luftbeben. An den Wurzeln des Terrors. Suhrkamp, Frankfurt am Main 2002.
- Sphären III – Schäume, Plurale Sphärologie. Suhrkamp, Frankfurt am Main 2004.
- Im Weltinnenraum des Kapitals. Zu einer philosophischen Geschichte der terrestrischen Globalisierung. Suhrkamp, Frankfurt am Main 2005.
- Zorn und Zeit. Politisch-psychologischer Versuch. Suhrkamp, Frankfurt am Main 2006.
- Was zählt, kehrt wieder. Zeitdiagnostische Gespräche (z Alainom Finkielkrautom), Suhrkamp, Frankfurt am Main 2007.
- Der ästhetische Imperativ. Schriften zur Kunst. Izdal Peter Weibel, PHILO & PhiloFineArts, Hamburg 2007.
- Derrida – Ein Ägypter: über das Problem der jüdischen Pyramide. Suhrkamp, Frankfurt 2007.
- Gottes Eifer. Vom Kampf der drei Monotheismen. Verlag der Weltreligionen im Insel Verlag, 2007.
- Theorie der Nachkriegszeiten: Bemerkungen zu den deutsch-französischen Beziehungen seit 1945. Suhrkamp Verlag, 2008.
- Du mußt dein Leben ändern: Über Anthropotechnik. Suhrkamp, Frankfurt am Main 2009.
- Philosophische Temperamente: Von Platon bis Foucault. Diederichs, München 2009.
- Scheintod im Denken: Von Philosophie und Wissenschaft als Übung. Suhrkamp, Berlin 2010.
- Die nehmende Hand und die gebende Seite: Beiträge zu einer Debatte über die demokratische Neubegründung von Steuern. Suhrkamp, Berlin 2010.
- Streß und Freiheit. Suhrkamp (Sonderdruck), Berlin 2011 (Text der 5. Berliner Rede zur Freiheit).
- Babylon Oper in 7 Szenen (Libretto), Musik von Jörg Widmann (UA an der Bayerischen Staatsoper München, 27. Oktober 2012)
- Von der Domestikation des Menschen zur Zivilisierung der Kulturen. Zur Beantwortung der Frage, ob die Menschheit zur Selbstzähmung fähig ist. In: Die Neugier des Glücklichen. Izdal B.-Christoph Streckhardt. Verlag der Bauhaus Universität Weimar 2012.
- Zeilen und Tage. Notizen 2008–2011. Suhrkamp, Berlin 2012.
- Ausgewählte Übertreibungen: Gespräche und Interviews 1993–2012. Suhrkamp, Berlin 2013.
- Reflexionen eines nicht mehr Unpolitischen. Dankrede von Peter Sloterdijk zur Entgegennahme des Ludwig-Börne-Preises 2013. Laudatio: Hans Ulrich Gumbrecht: Wachheit. Von Ludwig Börne zu Peter Sloterdijk. Suhrkamp, Berlin 2013.
- Gespräche über Gott, Geist und Geld. Mit Thomas Macho, Herder, Freiburg im Breisgau 2014.
- Die schrecklichen Kinder der Neuzeit. Suhrkamp, Berlin 2014.

### Dela, prevedena v slovenščino

#### Knjige
- Sloterdijk, P. 2013. Spremeniti moraš svoje življenje : (o antropotehnologiji). Ljubljana : Slovenska matica.
- Sloterdijk, P. 2012. Navidezna smrt v mišljenju : o filozofiji in znanosti kot vaji. Ljubljana : Teološka fakulteta Univerze v Ljubljani.
- Sloterdijk, P. 2009. Srd in čas : politično-psihološki posku'. Ljubljana : Študentska zalo
- Sloterdijk, P. 2003. Kritika ciničnega uma. Ljubljana : Študentska založba.
- Sloterdijk, P. 2000. Prihajati k svetu - prihajati k jeziku. Ljubljana : Društvo Apokalipsa.
- Sloterdijk, P. 2000. Evrotaoizem : h kritiki politične kinetike. Ljubljana : Cankarjeva založba.

#### Članki
- Sloterdijk, P. 1998. K planetarnemu realizmu : pogovor Floriana Rötzerja s Petrom Sloterdijkom : iz spremne publikacije K Sloterdijkovim poetološkim predavanjem v poletnem semestru 1988 na Univerzi v Frankfurtu), str. 70-74.
- Sloterdijk, P. 1998. Evrotaoizem : h kritiki politične kinetike : (1989), str. 51-69.
- Sloterdijk, P. 2007. Pogovor s Petrom Sloterdijkom, str. 135- 142.
- Sloterdijk, P. 2003. Pravila za človeški vrt : odgovor na Heideggrovo Pismo o humanizmu, str. 1- 21
- Sloterdijk, P. 1998. Tetovirano življenje : (prvo poglavje iz poetoloških predavanj na Univerzi v Frankfurtu leta 1988, ki so 'knjižno izšla z naslovom Zur Welt kommen - Zur Sprache kommen), str. 37-50.
- Sloterdijk, P. 1993. Glasniki nasilja, str. 19-21.
- Sloterdijk, P. 1996. Sokratska majevtika in filozofijina pozaba rojstva, str. 12-38.
- Sloterdijk, P. 1995. Konzervativni videz Umetnik ni več prerok prihodnosti : beseda o literaturi v poutopičnem času, str. 15.
- Sloterdijk, P. 1993. Sli nasilja : človek kot metalec in strelec - k metafiziki akcijskega filma, let. 12, št. 129/140 (november/december 1993), str. 1375-1382.
- Sloterdijk, P. 1991. Kopernikanska mobilizacija in ptolomejska razorožitev, let. 3, št.12 (1991), str .85-94.
- Sloterdijk, P. 2003. Teorija sfer : pogovor s Petrom Sloterdijkom, str. 41-44.
- Sloterdijk, P. 2000. K filozofski situaciji alternativnih gibanj, str. 227-250-
- Sloterdijk, P. 2007. Iz pogovora o oksimoronu, str. 191-206.
- Sloterdijk, P. 2008. Onstran Erosa, str. 293-298.